# Miss Universo 1993
Miss Universo 1993, quarantaduesima edizione di Miss Universo, si è tenuta presso l'Auditorio Nacional di Città del Messico nel Messico, il 21 maggio 1993. L'evento è stato presentato da Dick Clark, Cecilia Bolocco e Angela Visser. Dayanara Torres, Miss Porto Rico, è stata incoronata Miss Universo 1993.

## Risultati

### Piazzamenti
| Risultato finale   | Concorrente |
| ------------------ | --- |
| Miss Universo 1993 | - Porto Rico - Dayanara Torres                                                                                           |
| 2ª classificata    | - Colombia - Paula Andrea Betancourt                                                                                     |
| 3ª classificata    | - Venezuela - Milka Chulina                                                                                              |
| Top 6              | - Australia - Voni Delfos - India - Namrata Shirodkar - Stati Uniti - Kenya Summer Moore                                 |
| Top 10             | - Brasile - Leila Cristine Schuster - Finlandia - Tarja Smura - Rep. Ceca - Pavlina Barbukova - Spagna - Eugenia Santana |

### Punteggi alle sfilate finali
Vincitrice
     2ª classificata
     3ª classificata
     Top 6
     Top 10
(#) Posizione in ogni turno della gara
| Nazione     | Costume da bagno | Intervista | Abito da sera | Media      | Finaliste Top 6 |
| ----------- | ---------------- | ---------- | ------------- | ---------- | --------------- |
| Venezuela   | 9.336 (2)        | 9.843 (1)  | 9.526 (4)     | 9.568 (1)  | 9.588 (3)       |
| Australia   | 9.624 (1)        | 9.267 (8)  | 9.743 (2)     | 9.545 (2)  | 9.389 (4)       |
| Colombia    | 9.267 (4)        | 9.508 (2)  | 9.815 (1)     | 9.530 (3)  | 9.633 (1)       |
| Porto Rico  | 9.114 (6)        | 9.314 (6)  | 9.507 (5)     | 9.312 (4)  | 9.589 (2)       |
| India       | 8.886 (9)        | 9.429 (3)  | 9.582 (3)     | 9.299 (5)  | 8.778 (6)       |
| Stati Uniti | 9.136 (5)        | 9.367 (5)  | 9.367 (7)     | 9.290 (6)  | 9.363 (5)       |
| Brasile     | 8.936 (8)        | 9.297 (7)  | 9.496 (6)     | 9.243 (7)  |                 |
| Rep. Ceca   | 9.286 (3)        | 9.154 (9)  | 9.171 (8)     | 9.204 (8)  |                 |
| Finlandia   | 9.043 (7)        | 9.407 (4)  | 9.091 (10)    | 9.180 (9)  |                 |
| Spagna      | 8.800 (10)       | 8.914 (10) | 9.167 (9)     | 8.960 (10) |                 |

### Riconoscimenti speciali
| Riconoscimento                | Concorrente                                                                         |
| ----------------------------- | ----------------------------------------------------------------------------------- |
| Best National Costume         | - Libano - Samaya Chadrawi - Norvegia - Ine Beate Strand - Turchia - Ipek Gumusoglu |
| Miss Congeniality             | - Ghana - Jamila Haruna Danzuru                                                     |
| Miss Photogenic               | - Spagna - Eugenia Santana                                                          |
| Catalina Best in Swimsuit     | - Australia - Voni Delfos                                                           |
| Palmolive Most Beautiful Hair | - Venezuela - Milka Chulina                                                         |

## Giudici della trasmissione televisiva
Le seguenti celebrità hanno fatto da giudici durante la serata finale:
- Maria Conchita Alonso – Attrice.
- A J Kitt – Campione di sci.
- Mirjana Van Blaricom – Ex presidente della Hollywood Foreign Press Association.
- José Luis Cuevas – Pittore e scultore.
- Pamela Dennis – Stilista.
- Glenn Daniels – Direttore del casting.
- Keiko Matsui – Artista jazz.
- Michael Dorn – Attore.
- Lupita Jones – Miss Universo 1991.

## Concorrenti
- Argentina - Alicia Andrea Ramón
- Aruba - Dyane Escalona
- Australia - Voni Delfos
- Austria - Rosemary Bruckner
- Bahamas - Marietta Ricina Sands
- Belgio - Sandra Joine
- Belize - Melanie Smith
- Bolivia - Roxana Arias Becerra
- Brasile - Leila Cristine Schuster
- Bulgaria - Lilia Koeva
- Canada - Nancy Ann Elder
- Cile - Savka Pollak
- Cipro - Photini Spyridonos
- Colombia - Paula Andrea Betancourt
- Corea del Sud - Yoo Ha-Young
- Costa Rica - Catalina Rodriguez
- Curaçao - Elsa Roozendal
- Danimarca - Maria Hirse
- Ecuador - Arianna Mandini
- El Salvador - Katherine Mendez
- Estonia - Kersti Tänavsuu
- Filippine - Melinda Gallardo
- Finlandia - Tarja Smura
- Francia - Véronique de la Cruz
- Germania - Verona Feldbusch
- Ghana - Jamila Haruna Danzuru
- Giamaica - Rachel Stuart
- Giappone - Yukiko Shiki
- Grecia - Kristina Manoussi
- Guam - Charlene Gumataotao
- Guatemala - Diana Galvan
- Honduras - Denia Marlen Reyes
- Hong Kong - Emily Lo
- India - Namrata Shirodkar
- Irlanda - Sharon Ellis
- Islanda - Maria Run Haflidadóttir
- Isole Cayman - Pamela Ebanks
- Isole Marianne Settentrionali - Victoria Taisakan Todela
- Isole Vergini Americane - Cheryl Simpson
- Isole Vergini Britanniche - Rhonda Hodge
- Israele - Yana Khodyrker
- Italia - Elisa Jacassi
- Libano - Samaya Chadrawi
- Lussemburgo - Nathalie dos Santos
- Malaysia - Lucy Narayanasamy
- Malta - Roberta Borg
- Mauritius - Danielle Pascal
- Messico - Angelina González
- Namibia - Anja Schroder
- Nicaragua - Luisa Amalia Urcuyo
- Nigeria - Rhihole Gbinigie
- Norvegia - Ine Beate Strand
- Nuova Zelanda - Karly Dawn Kinnaird
- Paesi Bassi - Angelique van Zalen
- Panama - Giselle Amelia Gonzales
- Paraguay - Carolina Barrios
- Perù - Deborah de Souza-Peixoto
- Polonia - Marzena Wolska
- Porto Rico - Dayanara Torres
- Portogallo - Carla Marisa da Cruz
- Regno Unito - Kathryn Middleton
- Rep. Ceca - Pavlina Baburkova
- Rep. Dominicana - Odalisse Rodriguez
- Romania - Angelica Nicoara
- Singapore - Renagah Devi
- Spagna - Eugenia Santana
- Sri Lanka - Chamila Wickramesinghe
- Stati Uniti - Kenya Moore
- Suriname - Jean Zhang
- Svezia - Johanna Lind
- Svizzera - Valérie Bovard
- eSwatini - Danila Faias
- Thailandia - Chattharika Ubolsiri
- Trinidad e Tobago - Rachel Charles
- Turchia - Ipek Gumusoglu
- Turks e Caicos - Michelle Mills
- Ungheria - Zsanna Pardy
- Uruguay - María Fernanda Navarro
- Venezuela - Milka Yelisava Chulina Urbanich